# DKW F89
A DKW F89 vagy másik nevén DKW Maisterklasse elsőkerék-meghajtású kompakt autó, melyet az Auto Union gyártott 1950 és 1954 között. Ez volt az első személygépjármű, melyet a gyár azután készített, hogy 1949-ben áttette székhelyét Nyugat-Németországba.

## A gyár
A korábbi, Berlinben, Spandauban található gyárat leszámítva az Auto Union összes üzeme Németország keleti részén, Szászországban (Zwickau, Chamnitz és Zschopau) működött, amíg 1942-ben a második világháború véget nem vetett a személyautó-gyártásnak. A háború végeztével a Kelet-Németországot érintő szovjet megszállás miatt ezekben nem folytathatta tevékenységét a cég, így kénytelen volt átköltözni Nyugat-Németországba. A háború utáni első DKW modellek Rheinmetall-Borsig felújított üzemében, Düsseldorfban készültek.

## A modell létrejötte
Az F89 az 1939 és 1942 között gyártott DKW F8 alapjaira épült, de karosszériája a DKW F9 tervei alapján készült. Az Auto Union az F9-cel kívánta leváltani az F8-at, de a háború miatt csak prototípusi státuszig jutott. Bár az elfoglalt zwickaui gyár legtöbb szerszámát és gépét 1945-ben átszállították a Szovjetunióba, a kelet-németek is készítettek egy igen hasonló modellt, az IFA F9-es, mely műszakilag ugyanezt a két modellt vette alapul. Ez valamivel hamarabb elkészült, mint az F89.
Az F89 volt az első személygépjármű, melyet az Auto Union a háború után gyártott, de nem a legelső gépjármű, hiszen a DKW Schnellaster (gyors szállító) nevű furgon gyártása hamarabb elindult. Az F89-be később ugyanaz a motor és sebességváltó került, mint a szokatlan formatervű kisáruszállítóba.

## Karosszériák
A hagyományos kétajtós szedán karosszéria nagyban hasonlított a DKW F9 prototípusára, de néhány változtatással a gyár áramvonalasabbá tette, ezzel csökkentve a légellenállási együtthatóját.
1951-ben megjelent a keménytetős, kétüléses kabrió változat, melynek karosszériáját a wuppertali Hebmüller cég készítette. A kínálat 1951 októberében, a kombi megjelenésével vált teljessé. Ennek a hátuljához túlnyomó részt fát használt a gyár, de ezt 1953 márciusában leváltotta egy teljes egészében acélból készült karosszéria. Az acélból készült kombik neve Universal lett.

## Műszaki felépítés

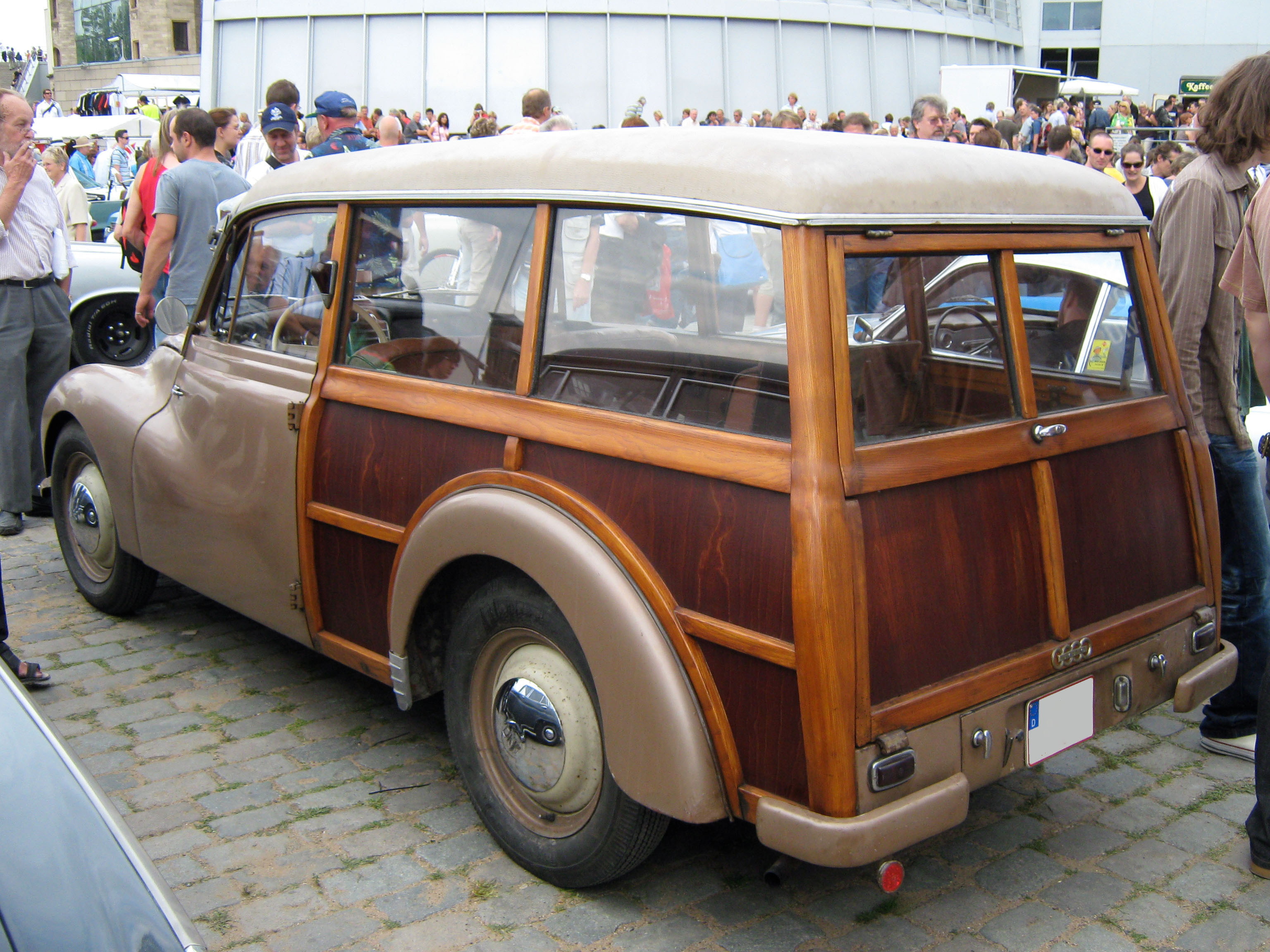
A sok fa felhasználásával készült kombi

Az F89-be 684 cm³-es, soros kéthengeres, 23 lóerős kétütemű motor került, mely vízhűtéses volt, de vízpumpa helyett a természetes hőáramlás elvén alapuló hőszifon volt benne. A szedán változat végsebessége 100 km/h volt, míg a kombi 95 km/h-ra tudott gyorsítani. Az elsőkerék-meghajtású autót háromsebességes kézi sebességváltóval szerelték. A váltókat a műszerfalon volt elhelyezve, hasonló módon, mint a Citroën 2CV és a Renault 4 modelleknél. 1953-tól négysebességes váltóval készült az F89.